# Eric Moulds
Eric Shannon Moulds (Lucedale, 17 luglio 1973) è un ex giocatore di football americano statunitense che ha militato nel ruolo di wide receiver nella National Football League (NFL).

## Biografia
Dopo avere giocato al college a football a Mississippi State, Moulds fu scelto come 24º assoluto nel Draft NFL 1996 dai Buffalo Bills. Nelle prime due stagioni ebbe poche occasioni di mettersi in mostra, trovandosi chiuso dall'Hall of Famer Andre Reed e da Quinn Early. Esplose nella stagione 1998, quando stabilì il record di franchigia con 1.368 yard ricevute, primo nella AFC e secondo nella NFL, venendo convocato per il primo di tre Pro Bowl. Moulds detiene anche il secondo primato della storia del club, con 1.326 yard ricevute nel 2002. In otto stagioni in cui fu il principale ricevitore dei Bills (1998-2005), Moulds ricevette 8.523 yard, settimo nella NFL in quell'arco di tempo. Nel 2002 divenne il primo giocatore della storia della squadra a ricevere 100 passaggi in una stagione, mentre in una gara di playoff del 1999 contro i Miami Dolphins stabilì un record NFL per la post-season di 240 yard ricevute dal quarterback Doug Flutie, anche se Buffalo perse per 24-17. Le ultime due stagioni della carriera, Moulds le disputò con gli Houston Texans (2006) e i Tennessee Titans (2007).

## Palmarès
- Convocazioni al Pro Bowl: 3

1998, 2000, 2002
- All-Pro: 3

1998, 2000, 2002
- PFWA All-Rookie Team - 1996
- Formazione ideale del 50º anniversario dei Buffalo Bills

## Statistiche
| Ricezioni     | 764   |
| Yard ricevute | 9.995 |
| Touchdown     | 49    |

### Record NFL
- Maggior numero di yard ricevute in una gara di playoff: 240 (vs. Miami il 2 gennaio 1999)